# Ценжосил
Ценжосил (пол. Ciężosił) — польский дворянский герб.

## Описание
В щите с золотою окраиною, в голубом поле серебряный треугольник, вершиною вниз, с такими же по углам звёздами; над ним золотая пчела, а в середине его подобная как по углам звезда. В навершии шлема, за ножками золотого разомкнутого циркуля, лебедь влево, а под лебедем две лавровые ветки между собою скрещенные. Намет голубой подложенный серебром. Герб Ценжосил Лянге внесен в Часть 1 Гербовника дворянских родов Царства Польского, стр. 131.

## Герб используют
Герб сей вместе с потомственным дворянством пожалован Войцеху Лянге, за заслуги по управлению водяными сооружениями в крае, Высочайшею грамотою Государя Императора и Царя Александра I, данною в 7 день Октября 1816 года.